# Thysanosoria pteridiformis
Thysanosoria pteridiformis là một loài thực vật có mạch trong họ Lomariopsidaceae. Loài này được (Ces.) C. Chr. miêu tả khoa học đầu tiên năm 1934.